# Gentiana pneumonanthe
La genziana mettimborsa (Gentiana pneumonanthe L., 1753) è una pianta erbacea, perenne, appartenente alla  famiglia delle Genzianacee.

## Etimologia
L'etimologia del termine generico dal greco gentiané , voce che gli antichi etimologisti riportano a Génzio, re dell'Illiria, che avrebbe scoperto e forse per primo adoperato queste piante come medicamento.

## Descrizione

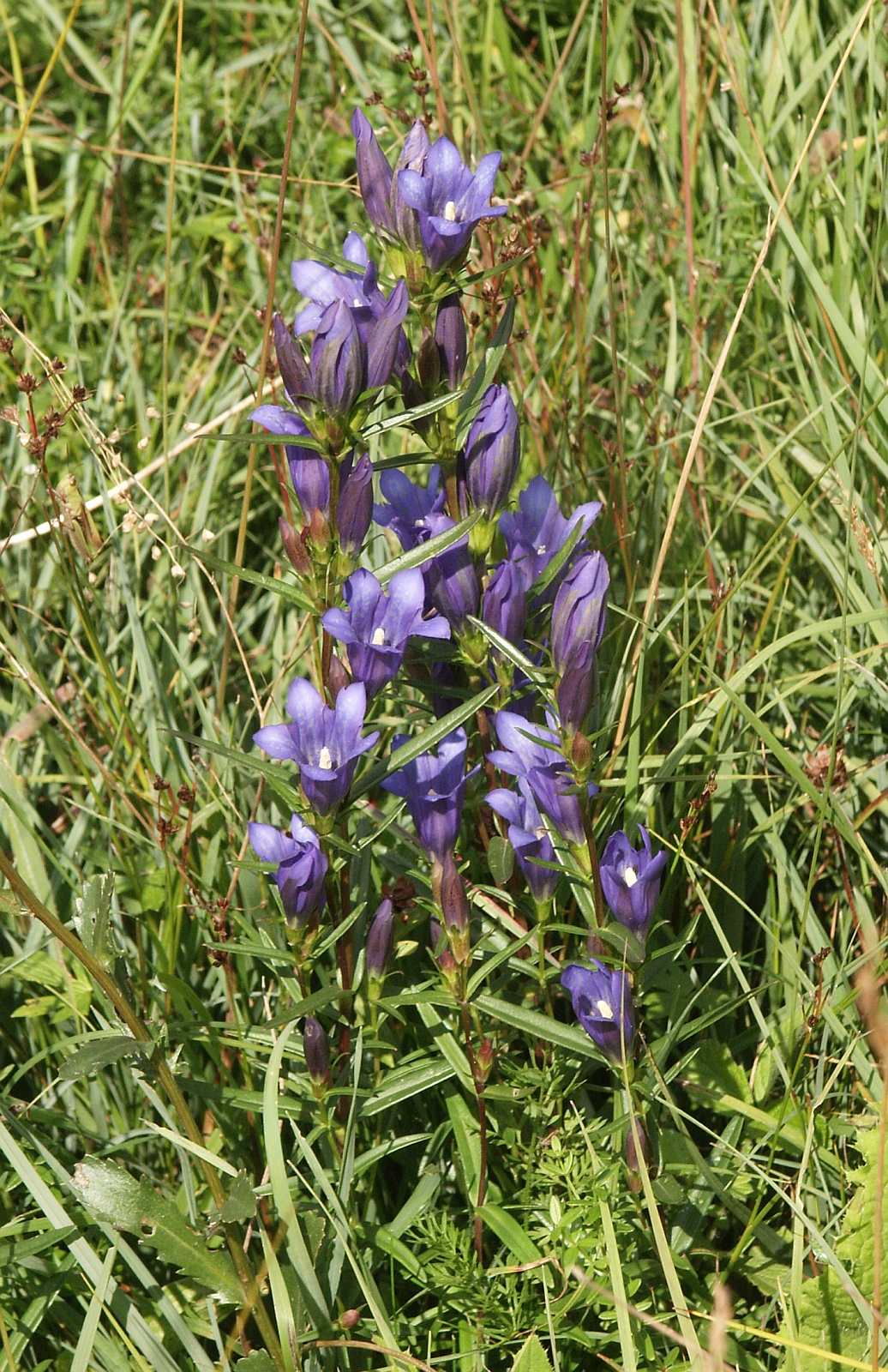
Portamento

Ha un fusto alto 30–80 cm mediamente 50 cm, esile, cilindrico, privo di ramificazioni e poco ramificato nella zona dell'infiorescenza.

### Radici

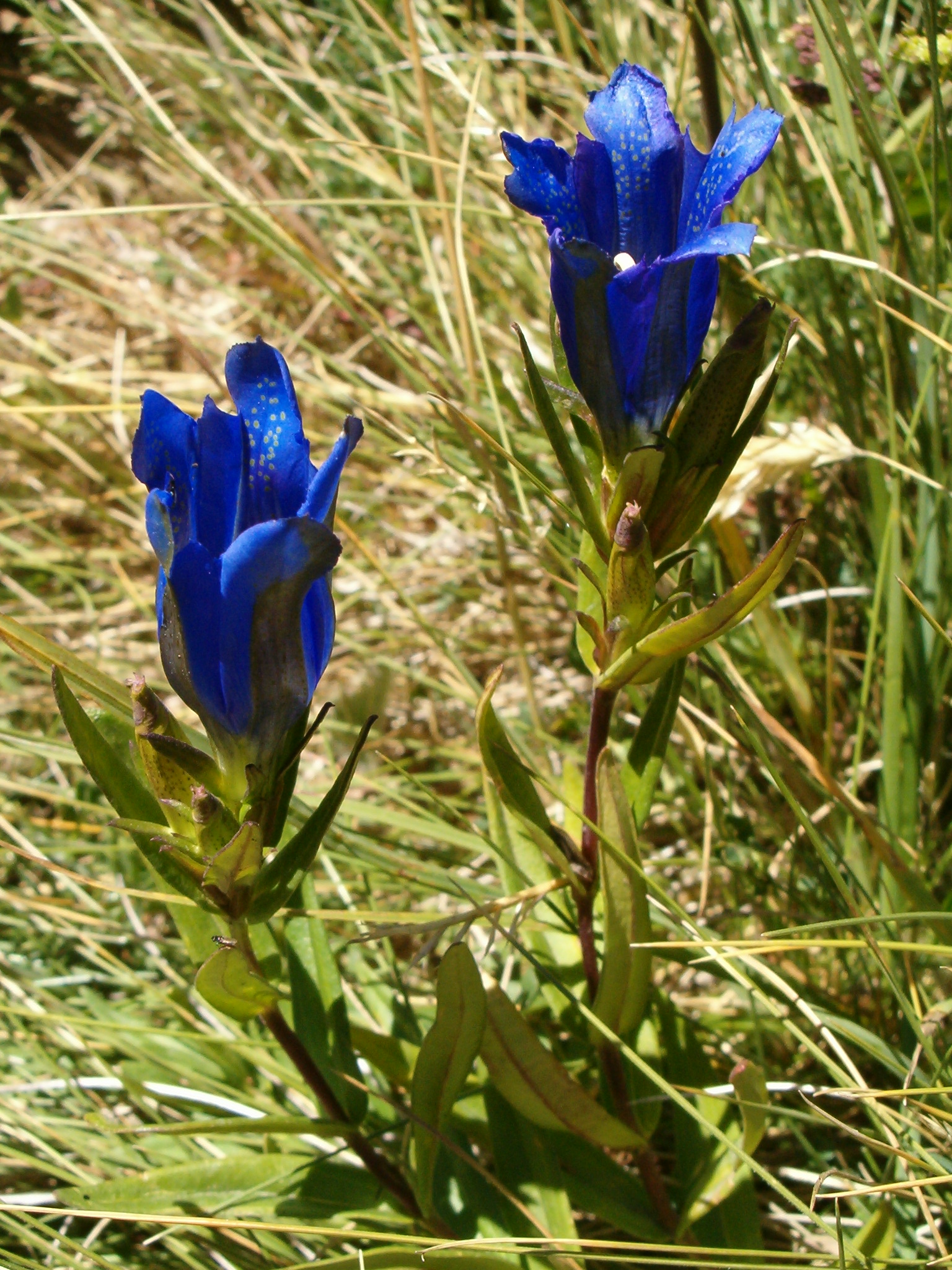
Fiore

Le radici, sono costituite da un rizoma grosso e allungato. La pianta vegeta per mezzo di gemme poste a livello del terreno.

### Foglie
Sono opposte, sessili, lanceolato-lineari e spesso leggermente arcuate, lisce e lucide, lunghe da 2,5 ai 5 cm larghe da 0,2 a 1,2 cm presentano un'unica nervatura principale.

### Fiore
I fiori ermafroditi, mediamente da 2 a 5 ma possono arrivare fino a 15 sono situati solitamente nella zona apicale della pianta e sono portati da un breve peduncolo situato all'ascella della foglia, sono lunghi 2,5–5 cm tubolosi-campanulati, con corolla allargata in 5 lobi apicali, acuti, di colore blu-azzurro molto intenso con strisce interne verdastre. Ovario affusolato lungo 15 mm. La fioritura avviene da luglio a settembre.

### Frutti
I frutti sono capsule bivalvi contenenti numerosi semi appiattiti di circa 1,5 mm di diametro.

## Biologia
Si riproduce per impollinazione anemofila e/o entomofila. È principalmente propagata per seme.

## Distribuzione e habitat
Questa specie ha un areale eurasiatico.
Preferisce i luoghi umidi, nei boschi e nei prati di media montagna fino ai 1200 s.l.m.

## Usi
Nella medicina popolare i fiori hanno proprietà aromatiche, amaricanti, aperitive, digestive, le radici hanno proprietà febbrifughe.

### Liquoreria
Questa specie nel periodo della piena fioritura è pregiata per il suo aroma ed utilizzata nella fabbricazione di liquori in miscela ad altre genzianelle.

### Giardinaggio
Questa specie di genziana  può essere utilizzata per la creazione di giardini rocciosi.